# (2568) Maksutov
(2568) Maksutov es un asteroide perteneciente al cinturón de asteroides, descubierto el 13 de abril de 1980 por Zdeňka Vávrová desde el Observatorio Kleť, České Budějovice, República Checa.

## Designación y nombre
Designado provisionalmente como 1980 GH. Fue nombrado Maksutov en honor al ingeniero óptico y astrónomo ruso soviético Dmitri Dmítrievich Maksútov.